# Fricativa sibilante dental sorda
La fricativa sibilante dental sorda es un sonido consonántico el cual es usado en  un puñado de idiomas, incluido el español, su símbolo en el alfabeto fonético internacional es el de una fricativa alveolar sorda con el diacrítico de una consonante dental.

## Características
- Es una consonante fricativa, lo que significa que parte de su sonido es generado en la boca por las vibraciones de una turbulencia causada por la corriente del aire expulsado.
- Su modo de articulación es dental , lo que significa que se articula con la punta o la lámina de la lengua en los dientes superiores , denominados apical y laminal respectivamente .
- Su tipo de fonación es sorda, lo que significa que las cuerdas vocales no vibran durante la articulación.
- Es una consonante central, lo que significa que se produce dirigiendo la corriente de aire a lo largo del centro de la lengua, en lugar de hacia los lados.
- El mecanismo de la corriente de aire es pulmonar , lo que significa que se articula empujando el aire únicamente con los músculos intercostales y el diafragma, como en la mayoría de los sonidos.
- Es una consonante sorda, lo que significa que las cuerdas vocales no vibran durante su articulación.
- Es una consonante oral, lo que significa que el aire sale por la boca; no por la nariz.
- Es una consonante central, así que el aire pasa más por el centro de la superficie superior de la lengua, que por los lados.
- Es una consonante pulmonar, lo que significa que el aire proviene directamente de los pulmones durante su articulación; no del aire almacenado en la boca ni en la glotis.

## Ocurre en
| Language        | Language                 | Word                  | IPA                   | Meaning              | Notes                                                                                                  |
| --------------- | ------------------------ | --------------------- | --------------------- | -------------------- | --- |
| Árabe           | Golfo                    | مسجد/masjid           | [mɐˈs̪d͡ʒɪd̪]            | 'mezquita'           | |
| Armenio         | Oriental                 | սար/sar               | [s̪ɑɾ]ⓘ                | 'montaña'            | |
| Azerí           | Azerí                    | su                    | [s̪u]                  | 'Agua'               | |
| Vasco           | Vasco                    | gauza                 | [ɡäus̪ä]               | 'Cosa'               | Contrasta con las sibilantes apicales.                                                                 |
| Bielorruso      | Bielorruso               | стагоддзе/stagoddze   | [s̪t̪äˈɣod̪d̪͡z̪ʲe]         | 'siglo'              | Contrasta con la forma palatalizada.                                                                   |
| Búlgaro         | Búlgaro                  | всеки/vseki           | [ˈfs̪ɛkʲi]             | 'everyone'           | Contrasta con la forma palatalizada.                                                                   |
| Chino           | Mandarín                 | 三 sān                | [s̪a̋n]                 | 'tres'               | |
| Checo           | Checo                    | svět                  | [s̪vjɛt̪]               | 'mundo'              | |
| Chuvasio        | Chuvasio                 | савăт                 | [s̪aʋət]               | 'recipiente, vidrio' | |
| Inglés          | Inglés neozelandés       | sand                  | [s̪ɛnˑd̥]               | 'arena'              | |
| Inglés          | Multicultural de Londres | sand                  | [s̪anˑd̥]               | 'arena'              | |
| Francés         | Francés                  | façade                | [fäs̪äd̪]               | 'frente'             | |
| Húngaro         | Húngaro                  | sziget                | [ˈs̪iɡɛt̪]              | 'isla'               | |
| Casubio         | Casubio                  | [ ejemplo requerido ] | [ ejemplo requerido ] |                      | |
| kazajo          | kazajo                   | сом                   | [s̪u̯ʊm]                | 'puro'               | |
| kirguís         | kirguís                  | сабиз/sabiz           | [s̪äˈbis̪]              | 'zanahoria'          | |
| Letó n          | Letó n                   | sens                  | [s̪en̪s̪]                | 'antiguo'            | |
| Macedonio       | Macedonio                | скока/skoka           | [ˈs̪kɔkä]              | 'saltar'             | |
| Mirandés        | Mirandés                 | [ ejemplo requerido ] | [ ejemplo requerido ] |                      | Contrastan siete consonantes sibilantes en total, preservando los contrastes ibero-romance medievales. |
| Polaco          | Polaco                   | sum                   | [s̪um]ⓘ                | 'bagre'              | |
| Rumano          | Rumano                   | surd                  | [s̪ur̪d̪]                | 'sordo'              | |
| Ruso            | Ruso                     | волосы/volosy         | [ˈvo̞ɫ̪əs̪ɨ̞]ⓘ            | 'cabello'            | Contrasta con la forma palatalizada..                                                                  |
| gaélico escocés | gaélico escocés          | Slàinte               | [ˈs̪ɫ̪äːn̪t̪ʰʲə]          | 'salud'              | |
| Serbo-croata    | Serbo-croata             | село/selo             | [s̪ĕ̞lo̞]                | 'aldea'              | |
| Esloveno        | Esloveno                 | svet                  | [s̪ʋêːt̪]               | 'mundo'              | |
| Español         | Ibérico                  | estar                 | [e̞s̪ˈt̪äɾ]              |                      | Alofono de /s/ ante consonantes dentales.                                                              |
| Sueco           | estándar central         | säte                  | [ˈs̪ɛːt̪e]              | 'asiento'            | Retraído en algunos dialectos del sur.                                                                 |
| Toda            | Toda                     | கொவ்/kos                | [kɔs̪]                 | 'dinero'             | Contrasta /θ s̪ s̠ ʃ ʂ/. Los alofonos sonoros son encontrados en el habla rápida.                        |
| Turco           | Turco                    | su                    | [s̪u]                  | 'agua'               | |
| Ucraniano       | Ucraniano                | село/selo             | [s̪ɛˈɫ̪ɔ]               | 'aldea'              | |
| alto sorabo     | alto sorabo              | sowa                  | [ˈs̪ovä]               | 'búho'               | |
| Uzbeko          | Uzbeko                   | soat                  | [ˈs̪o̞æt̪]               | 'hora'               | |
| Vietnamita      | Hanói                    | xa                    | [s̪äː]                 | 'lejos'              | |